# Dacia
Dacia je rumunjski proizvođač automobila u vlasništvu Renaulta.

## Povijest

### Kupnja Renaulta
Renault grupa je 1999. kupila Daciu s ciljem proizvodnje niskobužetnih malih automobila za tržište Središnje i Istočne Europe. 2000. je predstavljen model SupeRNova, poboljšanja verzija modela Nova. Prodaja modela je bila zadovoljavajuća, te je 2002. godine prodano 53.000 vozila. Oko 50% rumunjskog tržišta automobila je držala Dacia. Model SupeRNova je 2003. zamijenjen s modelom Solenza, koji je imao potpuno redizajniranu unutrašnjost te moderniji izgled od prethodnika. Solenza je bila samo premosnica za konkretan model kojim bi se Dacia probila ne samo na tržište balkanskih zemalja, već i na dio tržišta zapadne Europe. Proizvodnja Solenze je prestala 2005. s predstavljanjem novog modela Dacije Logan.

#### Dacia Logan
Dacia Logan je predstavljen 2004. i izazvao je veliki medijski interes radi predstavljanja kao "Automobil za 5000 €". Iako prodajna cijena Logana u najslabijoj varijanti od nešto manje od 7000 € nije potvrdila projiciranu cijenu, ipak je jedan od najjeftinijih automobila u klasi. Unatoč kritikama na račun izgleda automobil je ipak dobro prihvaćen i prodavan ne samo u zemljama istočne Europe već i u zemljama zapadne i srednje Europe. Logan je moderan automobil, dizajniran u Renaultovim centrima, te se u nekim državama prodaje pod Renaultovom značkom. Osim benzinskih motora kojima su pokretani prvi modeli, od 2005. u ponudi je i dizelski motor.

## Modeli

### Trenutni modeli
Dacia proizvodi niskobudžetne male obiteljske automobile i mala komercijalna vozila: 
- Dacia Logan (od 2004.)
- Dacia Logan MCV (od 2007.)
- Dacia Logan Van (od 2007.)
- Dacia Sandero (od 2008.)
- Dacia Duster (od 2010.)
- Dacia Spring (od 2021.)
- Dacia Jogger (od 2022.)

### Povijesni modeli
Dacia je tijekom svoje povijesti uglavnom proizvodila modele koji su se temeljili na starijim Renautovim modelima.
- Dacia 500
- Dacia 1100
- Dacia 1300
- Dacia 130x – serija pick-up izvedbi temeljenih na modelu 1300.
- Dacia Nova
- Dacia SupeRNova
- Dacia Solenza

### Koncepti i budući modeli
2006. na salonu automobila u Ženevi, Dacia je predstavila koncept Steppe temeljen na karavanskoj izvedbi Logana s obilježjima SUV vozila. Za 2008. godinu najavljen je pick-up model Logana. Model Sandero već se proizvodi pod Renaultovom značkom u Brazilu, te je plairana prodaja u Europi pod značkom Dacije.
- Dacia Logan Steppe
- Dacia Logan PickUp

## Vanjske poveznice
- Službena stranica